# Odette Giuffrida
Odette Giuffrida (ur. 12 października 1994) – włoska judoczka. Srebrna medalistka olimpijska z Rio de Janeiro i brązowa w Tokio, piąta w Paryżu 2024.
Zawody w 2016 były jej pierwszymi igrzyskami olimpijskimi. Medal zdobyła w wadze do 52 kilogramów w finale pokonała ją Majlinda Kelmendi. Indywidualnie był to jej największy sukces w karierze. W drużynie zdobywała medale imprez rangi kontynentalnej, wcześniej była medalistką imprez juniorskich.
Złota medalistka mistrzostwach świata w 2024 i brązowa w 2023, piąta w 2015. Uczestniczka zawodów w 2013, 2014, 2017, 2018, 2019, 2022 i 2025. Startowała w Pucharze Świata w latach 2012-2014 i 2016. Mistrzyni Europy w 2021; druga w 2020, 2024 i 2025; piąta w 2013 i 2017. Piąta na Igrzyskach europejskich w 2015 i 2019, a także trzecia w drużynie w 2015 i 2023 roku. 
Wicemistrzyni igrzysk śródziemnomorskich w 2018 roku.

## Letnie Igrzyska Olimpijskie 2016
| Konkurencja | Eliminacje          | Eliminacje            | Finały             | Finały                    | Klas. końcowa |
| Konkurencja | Przeciwnik I        | Przeciwnik II         | Półfinał           | Finał                     | Miejsce       |
| ----------- | ------------------- | --------------------- | ------------------ | ------------------------- | ------------- |
| 52 kg       | Mareen Kräh (GER) Z | Andreea Chițu (ROU) Z | Ma Yingnan (CHN) Z | Majlinda Kelmendi (KOS) P | 2.            |

## Letnie Igrzyska Olimpijskie 2020
| Konkurencja | Eliminacje            | Eliminacje                 | Finały          | Finały            | Klas. końcowa |
| Konkurencja | Przeciwnik I          | Przeciwnik II              | Półfinał        | Finał             | Miejsce       |
| ----------- | --------------------- | -------------------------- | --------------- | ----------------- | ------------- |
| 52 kg       | Andreea Chițu (ROU) Z | Charline Van Snick (BEL) Z | Uta Abe (JPN) P | Réka Pupp (HUN) Z | 3.            |

## Letnie Igrzyska Olimpijskie 2024
| Konkurencja | Eliminacje               | Eliminacje        | Finały                   | Finały                  | Klas. końcowa |
| Konkurencja | Przeciwnik I             | 1/4               | Przeciwnik I             | o 3 miejsce             | Miejsce       |
| ----------- | ------------------------ | ----------------- | ------------------------ | ----------------------- | ------------- |
| 52 kg       | Angelica Delgado (USA) Z | Réka Pupp (HUN) Z | Distria Krasniqi (KOS) P | Larissa Pimenta (BRA) P | 5.            |